# 下田豊松
下田 豊松（しもだ とよまつ、1887年 - 1972年10月10日）は、北海道岩内郡生まれの日本のボーイスカウト運動の黎明期に活躍した初代チーフスカウト。

## 概要
父は金沢藩からの開拓団「起業社」に参加していた下田仁三郎。弟は、日本でのアスパラガスの栽培・生産の第一人者である下田喜久三。

## 来歴
- 北海道函館商業高等学校を卒業後、在郷軍人会の役員を勤める。
- 1914年、岩内で行なわれた陸軍第七師団の秋期演習で、陸軍中将の宇都宮太郎から少年団の設立を要請される。
- 1916年、北海道岩内少年団を創設。
- 1920年7月30日から8月7日、ボーイスカウトの第1回世界ジャンボリー（ロンドン）に私費で参加（他の日本からの参加者は小柴博と鈴木慎（鈴木リチャード）の2名）。ロバート・ベーデン＝パウエルとも会見。
- 1921年、全国統一組織「日本健児団」を創設。国際事務局を自宅に置き、日本の初代チーフスカウトとして活動。
- 1928年、ニセコ山系を踏破中に美しい沼を発見。あまりの美しさに感動し、「神、仙人の住みたまうところ」として神仙沼と命名。
- 1964年、日本連盟より「先達」の称号を受ける。

## 関連書籍
- 『下田豊松物語 - 無名の初代チーフスカウト』（小町國市、クニ・スカウティング・ライブラリー）